# Top Girls
Top Girls es una obra de teatro de 1982 de Caryl Churchill. La obra gira en torno a Marlene, una mujer muy interesada en el éxito de las mujeres en los negocios. La obra examina los papeles disponibles para las mujeres en la sociedad antigua, y lo que significa o se necesita para que una mujer tenga éxito. También se detiene mucho en el coste de la ambición y la influencia de la política de Margaret Thatcher en el feminismo.
Top Girls ha sido incluida en varias listas de críticos y publicaciones como una de las "mejores obras de teatro" estrenadas en el siglo XX.

## Estreno
La obra se estrenó en el Royal Court Theatre de Londres el 28 de agosto de 1982. Fue dirigida por Max Stafford-Clark, director artístico de la Royal Court, quien estrenó otras obras de Churchill. Las actrices fueron Selina Cadell, Lindsay Duncan, Deborah Findlay, Carole Hayman, Lesley Manville, Gwen Taylor y Lou Wakefield.
Fue representada en Madrid en el teatro Valle-Inclán en 2019.

## Temas
Top Girls se escribió con el trasfondo de la elección de Margaret Thatcher como primera ministra británica y aborda temas como la política de derechas de Thatcher, el cambio en la Gran Bretaña de los ochenta de una mentalidad socialista a otra más capitalista y las políticas femeninas de los ochenta. La obra cuenta con un reparto íntegramente femenino que interpreta personajes complejos, lo que ha sido aclamado por la crítica como la intervención feminista más significativa en el modo de teatro patriarcal. En esta obra, Churchill también desarrolló la técnica estilística de los diálogos superpuestos y el argumento no lineal.
La obra está ambientada en la Gran Bretaña de principios de los 80 y examina la cuestión de lo que significa ser una mujer de éxito, utilizando inicialmente personajes «históricos» para explorar distintos aspectos del «logro social» de las mujeres. Churchill ha declarado que la obra se inspiró en sus conversaciones con feministas americanas: comenta el contraste entre el feminismo americano, que celebra a las mujeres individualistas que adquieren poder y riqueza, y el feminismo socialista británico, que implica el logro colectivo de un grupo. 
También hay comentarios sobre Margaret Thatcher, entonces primera ministra, que celebraba los logros personales y creía en el capitalismo de libre mercado (thatcherismo). Marlene, la dura mujer profesional, es retratada como desalmada, explotando a otras mujeres y suprimiendo su propio lado cariñoso en aras del éxito. La obra argumenta en contra del feminismo que convierte a las mujeres en nuevas patriarcas y aboga por un feminismo en el que el cuidado de los débiles y oprimidos sea más prominente.

## Estilo
La obra es famosa por su onírica secuencia inicial, en la que Marlene conoce a mujeres famosas de la historia, como la papisa Juana, que, disfrazada de hombre, fue papa entre 854 y 856; la exploradora Isabella Bird; Dull Gret, la saqueadora del infierno; Lady Nijo, la amante japonesa de un emperador y más tarde monja budista; y Griselda, la paciente esposa de The Clerk's Tale en los Cuentos de Canterbury de Geoffrey Chaucer. Todas ellas se comportan como un grupo de mujeres que salen de fiesta, se emborrachan y se vuelven cada vez más sensibles, a medida que se revela que cada una de ellas ha sufrido de forma similar.
Las historias de las mujeres históricas son paralelas a las de los personajes de la historia actual. Bird, al igual que Marlene, llegó a donde estaba dejando que su hermana se ocupara de los asuntos familiares. La articulación monosilábica de Dull Gret es comparable a la de Angie. 
La estructura de la obra no es lineal. En la escena 1.ª del 1.º acto, Marlene aparece como una empresaria de éxito y todos sus invitados de distintas edades celebran su ascenso en la agencia de empleo Top Girls. En la siguiente escena se salta a la actualidad (principios de los 80), donde Marlene trabaja en la agencia, dura e insensible para poder competir con los hombres. En el mismo acto, el público ve a la indefensa Angie y su relación sin amor con Joyce, a quien la chica odia y sueña con matar. Es en la escena final, que tiene lugar un año antes de las escenas de la oficina, cuando se revela que Marlene es la madre de Angie. Esta noción, así como la disputa política entre las hermanas, cambia el énfasis de la obra y formula nuevas preguntas.

## Personajes
Las historias de sus invitados externalizan los pensamientos y ansiedades de Marlene sobre las elecciones que ha hecho en su propia vida y las alternativas que tuvo. 

### La papisa Juana
La papisa Juana es uno de los invitados a la cena de Marlene en el acto 1, escena 1, y el cuarto en llegar. El Papa Juana se muestra algo distante, haciendo declaraciones relevantes e intelectuales a lo largo de la conversación. Cuando el tema gira en torno a la religión, no puede evitar señalar las herejías -incluida ella misma-, aunque no intenta convertir a los demás a su religión. Juana revela algo de su vida. Comenzó a vestirse de chico a los doce años para poder seguir estudiando; vivió el resto de su vida como un hombre, aunque tuvo amantes masculinos. Juana fue elegida Papa. Se quedó embarazada de su amante chambelán y dio a luz durante una procesión papal. Por ello, Juana es lapidada. Al final de la escena, Juana recita un pasaje en latín. Como todos los invitados a la cena, la vida y la actitud de Juana reflejan algo de Marlene; la renuncia a su cuerpo femenino para triunfar en su época.

### Dull Gret
El tema del cuadro Dulle Griet de Pieter Brueghel el Viejo, es el de una mujer con delantal y armada con armadura, casco y espada conduce a una turba de campesinas al infierno, luchando contra los demonios y llenando su cesta con copas de oro. En la obra come de forma tosca y roba botellas y platos cuando nadie la ve, guardándolos en su gran delantal. Durante la mayor parte de la escena de la cena, Dull Gret habla poco y hace comentarios groseros. 

### Lady Nijo
Lady Nijo es una concubina japonesa del siglo XIII que entra en escena al principio del primer acto y cuenta su historia. Como la más materialista de las mujeres, está más influenciada por el periodo anterior a convertirse en monja errante que por el tiempo que pasó como mujer santa. Churchill condena su condicionamiento social, no su carácter, ya que ha sido educada de tal manera que ni siquiera reconoce su propia prostitución. Su padre le ordena que se acueste con el emperador de Japón y ella lo valora positivamente ya que se siente honrada de haber sido elegida para hacerlo. Marlene, por su parte, no ha cuestionado el papel que le ha asignado la sociedad y se ha limitado a interpretarlo a pesar de las consecuencias.

### Paciente Griselda
La paciente Griselda es otra de las invitadas. Es la última en llegar, por lo que Marlene y las demás no le hacen caso. Griselda saltó a la fama cuando Chaucer la adaptó (a partir de textos anteriores de Boccaccio) para un cuento de Los cuentos de Canterbury titulado The Clerk's Tale. En el cuento de Chaucer, y también en Top Girls, Griselda es la esposa del marqués, a pesar de ser solo una pobre campesina. La única condición que le pone es que le prometa obedecerle siempre.

### Isabella Bird
Isabella Bird es la primera invitada a cenar que llega a la celebración de Marlene. En la vida real Bird fue una viajera por todo el mundo. Durante la cena, Bird cuenta que un médico le recomendó viajar para mejorar su salud. Siguiendo este consejo, hizo su primer viaje por mar a América a los 23 años. Durante mucho tiempo vivió con su madre y su hermana pequeña, Henrietta Bird, de la que habla con gran afecto durante la cena. También menciona a Jim Nugent, un montañés tuerto que fue su guía en las Montañas Rocosas.  Durante la cena del primer acto, ella les explica a sus amigas: «Es un hombre al que cualquier mujer podría amar, pero ninguna mujer cuerda se casaría con él». Nugent sería posteriormente encontrado asesinado. De los invitados a la cena, Bird parece ser la que tiene más en común con Marlene ya que ambas no se casaron jóvenes debido a su carrera.

## Reconocimientos
Top Girls fue nominada a "Mejor obra" en los premios Standard Drama Awards de 1982, aunque se señaló que la obra "recibió elogios en lugar de votos" por parte de los jueces.
En su reseña de la producción de la Royal Court de 1983, el crítico de The Guardian Michael Billington afirmó estar convencido de que Top Girls "es la mejor obra británica jamás escrita por una mujer dramaturga". En 1997 la incluyó en su lista de las «10 mejores obras británicas del siglo [XX]». En 2016, también la incluyó en su lista de "Diez grandes obras de la Royal Court", donde describió la obra como el "logro supremo" de la era de Max Stafford-Clark como director artístico de The Royal Court.
En 1997, el dramaturgo Mark Ravenhill escribió que Top Girls era la mejor obra de los últimos 20 años.
En 1998, el crítico David Benedict nombró a Top Girls como su obra favorita del siglo XX.
La obra fue votada como una de las 100 obras más significativas del siglo XX en una encuesta realizada entre más de "800 dramaturgos, actores, directores, profesionales del teatro y periodistas especializados"  realizada por el Royal National Theatre como parte de su proyecto NT2000 para celebrar el nuevo milenio.
En 2013, Top Girls figuró en la lista de Entertainment Weekly como una de las "50 mejores obras de los últimos 100 años".
En 2018, Top Girls fue incluida en la lista de The Times como una de "Las mejores obras de todos los tiempos".